# Wayne Gretzky International Award
Wayne Gretzky International Award – nagroda przyznawana od 1999 roku przez United States Hockey Hall of Fame za znaczący wkład w rozwój i rozwój hokeja na lodzie w Stanach Zjednoczonych. Nagroda jest szczególnym wyrazem uznania dla wkładu osób, które nie zostały wprowadzone do United States Hockey Hall of Fame. Po raz pierwszy została zaprezentowana jego patronowi, Wayne'owi Gretzky'emu, który następnie został wprowadzony do United States Hockey Hall of Fame.

## Zwycięzcy
| Rok  | Zwycięzca                                     | Przypisy    |
| ---- | --------------------------------------------- | ----------- |
| 1999 | Wayne Gretzky                                 | [ 1 ]       |
| 2000 | / Rodzina Howe: Gordie, Colleen, Mark i Marty | [ 3 ]       |
| 2001 | Scotty Morrison                               | [ 1 ]       |
| 2002 | Scotty Bowman                                 | [ 1 ]       |
| 2003 | Bobby Hull                                    | [ 4 ]       |
| 2004 | Herb Brooks                                   | [ 1 ]       |
| 2008 | Anatolij Tarasow                              | [ 1 ]       |
| 2012 | Murray Costello                               | [ 5 ]       |
| 2015 | Emile Francis                                 | [ 6 ] [ 7 ] |
| 2019 | Aleksandr Owieczkin                           | [ 8 ]       |